# Huệ Dân
Huệ Dân (tiếng Trung: 惠民县 Hán Việt: Huệ Dân huyện) là một huyện thuộc địa cấp thị Tân Châu (滨州市), tỉnh Sơn Đông, Trung Quốc. Trong thời kỳ Xuân Thu Chiến Quốc, Huệ Dân thuộc nước Tề, thời nhà Hán huyện này nằm trong huyện Khánh Thứ, thời nhà Minh được nhập vào châu Vũ Định, thời nhà Thanh đổi tên thành huyện Huệ Dân.